# كاشاما ساوانت
كاشاما ساوانت (بالإنجليزية: Kshama Sawant)‏ (17 أكتوبر 1973) سياسية واقتصادية أمريكية تعمل في مجلس مدينة سياتل. هي عضو في حزب البديل الاشتراكي الديموقراطي. عملت في السابق كمهندسة برمجيات، أصبحت ساوانت مدربة في الاقتصاد في سياتل بعد مهاجرتها إلى الولايات المتحدة. كانت أول اشتراكية تفوز بانتخابات في أنحاء مدينة في سياتل منذ انتخاب آنا لويز سترونغ في مجلس المدرسة عام 1916.

## حياتها وتعليمها
ولدت ساوانت لفاسوندهارا ورامانوجام في بونة، بولاية ماهاراشترا في غرب الهند، عائلتها من الطبقة المتوسطة الهندوسية. والدتها مديرة متقاعدة، ووالدها، الذي كان مهندسًا مدنيًا، قتل على يد سائق مخمور عندما كانت ساوانت في الثالثة عشرة من عمرها. وساعدت ملاحظات ساوانت على الفقر في بلدها الأصلي وعدم سعادتها بالنظام الطبقي الهندي على صياغة آرائها السياسية قبل تبنيها الاشتراكية. نشأت ساوانت في مومباي حيث درست علوم الحاسب وتخرجت من جامعة مومباي عام 1994. تزوجت من زوجها فيفيك، وهو مهندس في مايكروسوفت، وانتقلت إلى الولايات المتحدة. قدم زوج ساوانت طلبًا للحصول على الطلاق القانوني في 2014. تزوجت مرة أخرى في أغسطس 2016 من كالفين بريست.
بعد أن صدمت من مستوى الفقر الذي رأته، قررت ساوانت التخلي عن هندسة البرمجيات، وتابعت دراساتها في الاقتصاد بسبب ما وصفته ب«مسائل عدم المساواة الاقتصادية»، ودخلت في برنامج الاقتصاد بجامعة ولاية كارولينا الشمالية حيث حصلت على الدكتوراه. وكان عنوان أطروحتها هو «إمداد العمال المسنين في اقتصاد ريفي نامٍ». انتقلت ساوانت إلى سياتل في 2006 وأصبحت عضوًا في حزب اشتراكي. وأصبحت مواطنة أمريكية في عام 2010.

## مسيرتها الدراسية
بعد الانتقال إلى سياتل، درست في جامعة سياتل وجامعة واشنطن تاكوما، وكانت أستاذة مساعدة في كلية سياتل المركزية. كانت أيضا أستاذة زائرة في جامعة واشنطن ولي في ليكسينغتون، فيرجينيا.

## مجلس مدينة سياتل

### انتخابات 2013
بعد ترشيحها الفاشل لمجلس النواب، دخلت ساوانت السباق إلى مجلس مدينة سياتل بحملة نظمها حزبها الاشتراكي وفازت بـ %35 من الأصوات في الانتخابات التمهيدية التي جرت في أغسطس، وصعدت إلى الانتخابات العامة للمقعد الثاني أمام الرئيس الحالي ريتشارد كونلين، ما جعلها أول اشتراكية تتقدم إلى الانتخابات العامة في سياتل منذ عام 1991. في 15 نوفمبر2013، سلم كونلين لساوانت بـ1640 صوتًا أو ما يقرب من %1 من الأصوات عندما تراجعت العائدات عنه.
بعد فوزها، كانت ساوانت أول اشتراكية تفوز في انتخابات في أنحاء مدينة سياتل منذ انتخاب آنا لويز سترونغ في مجلس المدارس عام 1916، وأول اشتراكية في مجلس المدينة منذ أ. بايبر، الذي انتخب في عام 1877. أدت اليمين في 6 يناير 2014.
أعلنت ساوانت الفوز في مايو 2014، بعد أن أعلن عمدة مدينة سياتل إد موراي زيادة الحد الأدنى للأجور إلى 15 دولارًا، وهو ما كان حجر الأساس لحملتها لمجلس المدينة، لكنها غير مسرورة للسماح للشركات الكبيرة ببضعة أعوام فقط لرفع الأجور.
أيد العديد من الديمقراطيين ترشحها.
لم تتلق ساوانت أي تأييد من أعضاء مجلس النواب الحاليين، بينما أعرب مايك أوبراين عن تأييده لفكرة مرشحي حزب ثالث، لكنه رفض صراحة تقديم تأييد لساوانت. عضو مجلس النواب نيك ليكاتا رفضَ أيضًا تأييدها، لكنه تحدث بإيجابية عن حملتها.

### في المنصب
خلال حملتها، قالت ساوانت إنها في حال انتخبت، ستتبرع بجزء من راتبها كعضو في مجلس المدينة يتجاوز متوسط الراتب في سياتل. وأعلنت في 27 يناير 2014، أنها ستعيش معتمدة على 40 ألف دولار من راتبها البالغ 117 ألف دولار. وستضع البقية في صندوق سياسي تستخدمه في حملات العدالة الاجتماعية.
دعا ساوانت إلى توسيع قدرة الحافلات والسكك الحديدية الخفيفة. دعت أيضًا إلى «عدالة المرور العابر»، التي تشمل أجور المستخدمين مجانًا؛ وزيادة خدمات المرور العابر المجانية للفقراء، لا سيما المجتمعات المحلية في جنوب سياتل؛ وفرض قيود على خيارات المرور العابر في المجتمعات المحلية التي «يمكنها توفير خيارات أخرى» إلى أن تنفذ التدابير المذكورة أعلاه.

### معارضة الدعم الامريكى لإسرائيل
خلال النزاع بين إسرائيل وغزة عام 2014، حث ساوانت مجلس مدينة سياتل على إدانة الهجمات الإسرائيلية على غزة، وهجمات حماس على إسرائيل، ودعت الرئيس أوباما والكونجرس إلى التنديد بالحصار الإسرائيلي على غزة، وقطع كل المساعدات العسكرية لإسرائيل. دعوة ساوانت إلى إدانة إسرائيل دفعت إلى الرد من قبل السفير الإسرائيلي رون ديرمر، إذ دعاها إلى التراجع عن البيان.

## انتخابات 2015

### المسائل التي تناولتها حملتها
كانت القضايا الأساسية في حملة سوانت هي زيادة ناجحة للحد الأدنى للأجور لتصل إلى 15 دولار/ساعة، و«ضريبة المليون» الناجحة أو ضريبة دخل على الأثرياء.

## المناصب السياسية

### السياسات الاقتصادية
نادت ساوانت بتأميم شركات كبرى في ولاية واشنطن مثل بوينغ ومايكروسوفت وأمازون (56 عامًا)، وأعربت عن رغبتها في رؤية مساكن مملوكة ملكية خاصة في «صف المليونير» في حي الكابيتول هيل، تحولت إلى مجمع سكني مشترك مملوك للدولة، قائلة: «عندما تكون الأمور جميلة ونادرة لا يجب أن تكون مملوكة ملكية خاصة».